# Lago Fiorenza
Il Lago Fiorenza è uno dei laghi alpini situati ai piedi del Monviso nel comune di Crissolo.

## Caratteristiche
Questo lago di origine glaciale si trova lungo il Giro di Viso e dista circa 2 ore dal rifugio Quintino Sella al Monviso e circa mezz'ora dal Pian del Re, nonché 1 ora dal Lago Chiaretto. Come anche per gli altri laghi del Viso, il Fiorenza è alimentato dalla fusione della neve e dai ruscelli circostanti, che hanno contribuito a rendere le acque di discreta profondità, e quindi ospitali anche per i pesci.. Le sue rive sono ricche di vegetazione, ed è possibile anche osservare la rarissima salamandra nera.
Assieme ad altri tre laghi (Lago Chiaretto, Lago Superiore di Viso e Lago Grande di Viso) viene raggiunto dal Giro dei Laghi, un itinerario escursionistico nel comune di Crissolo che parte dal Pian del Re.

## Galleria d'immagini

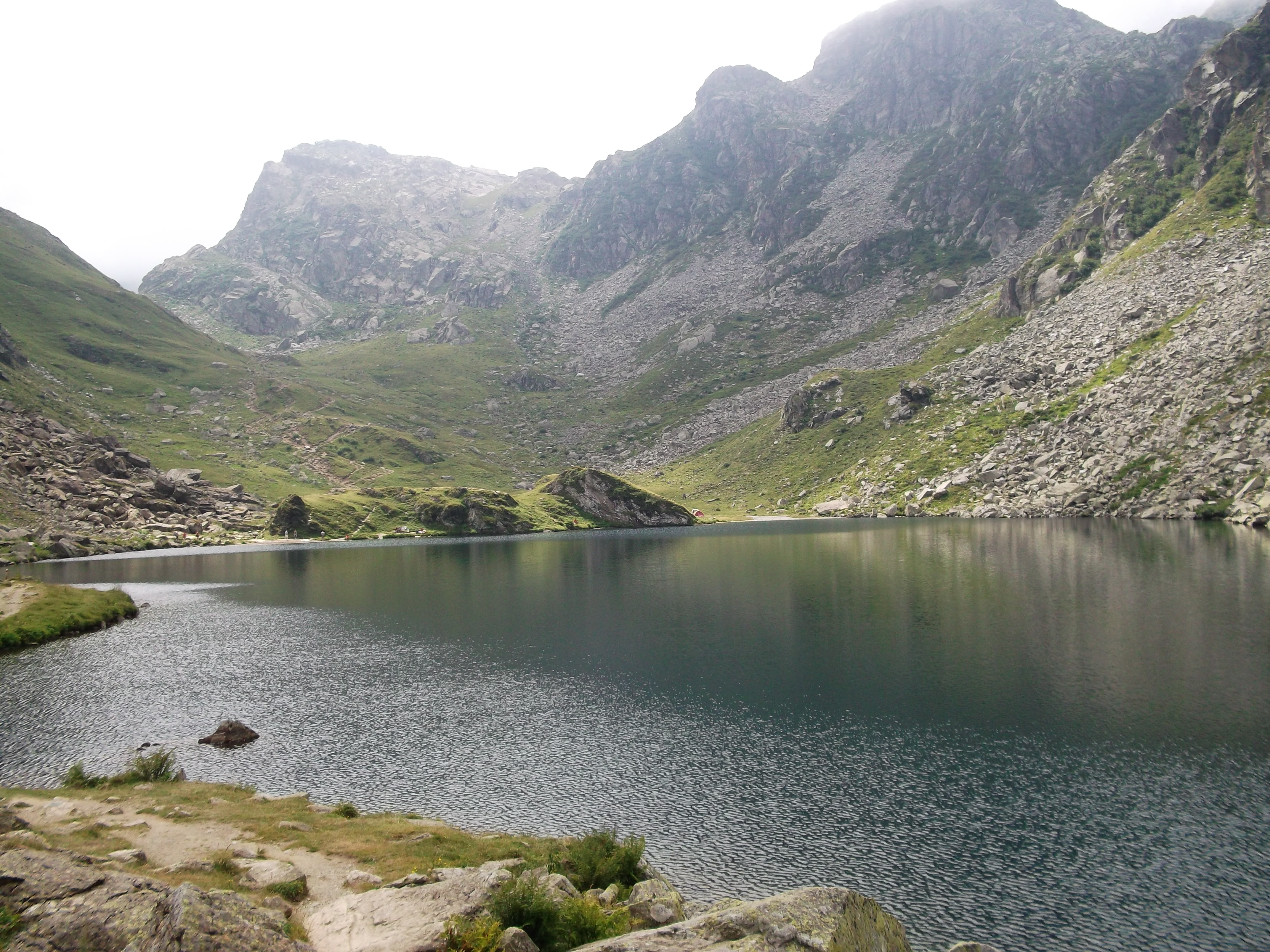
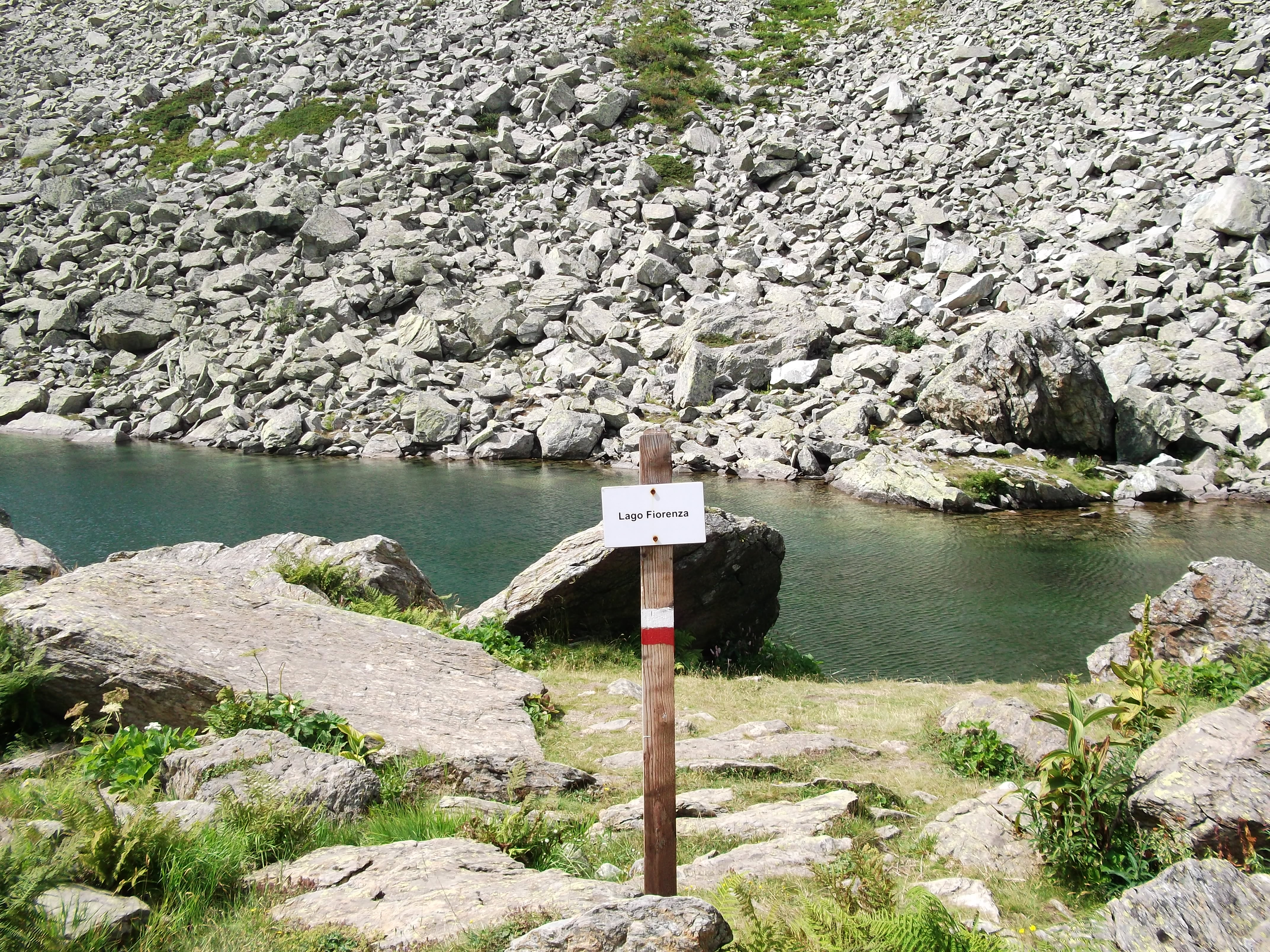
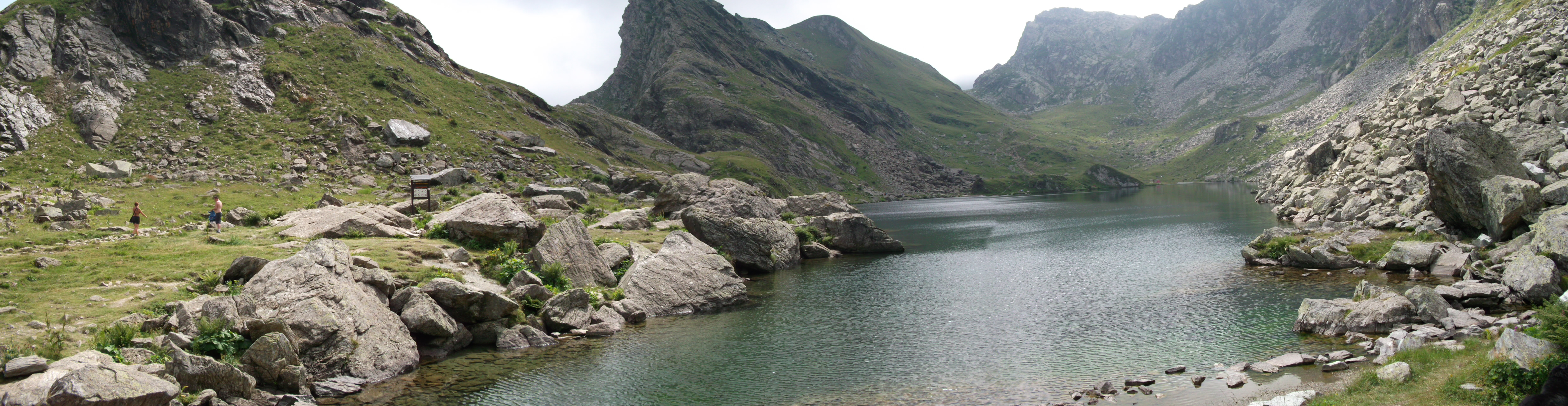

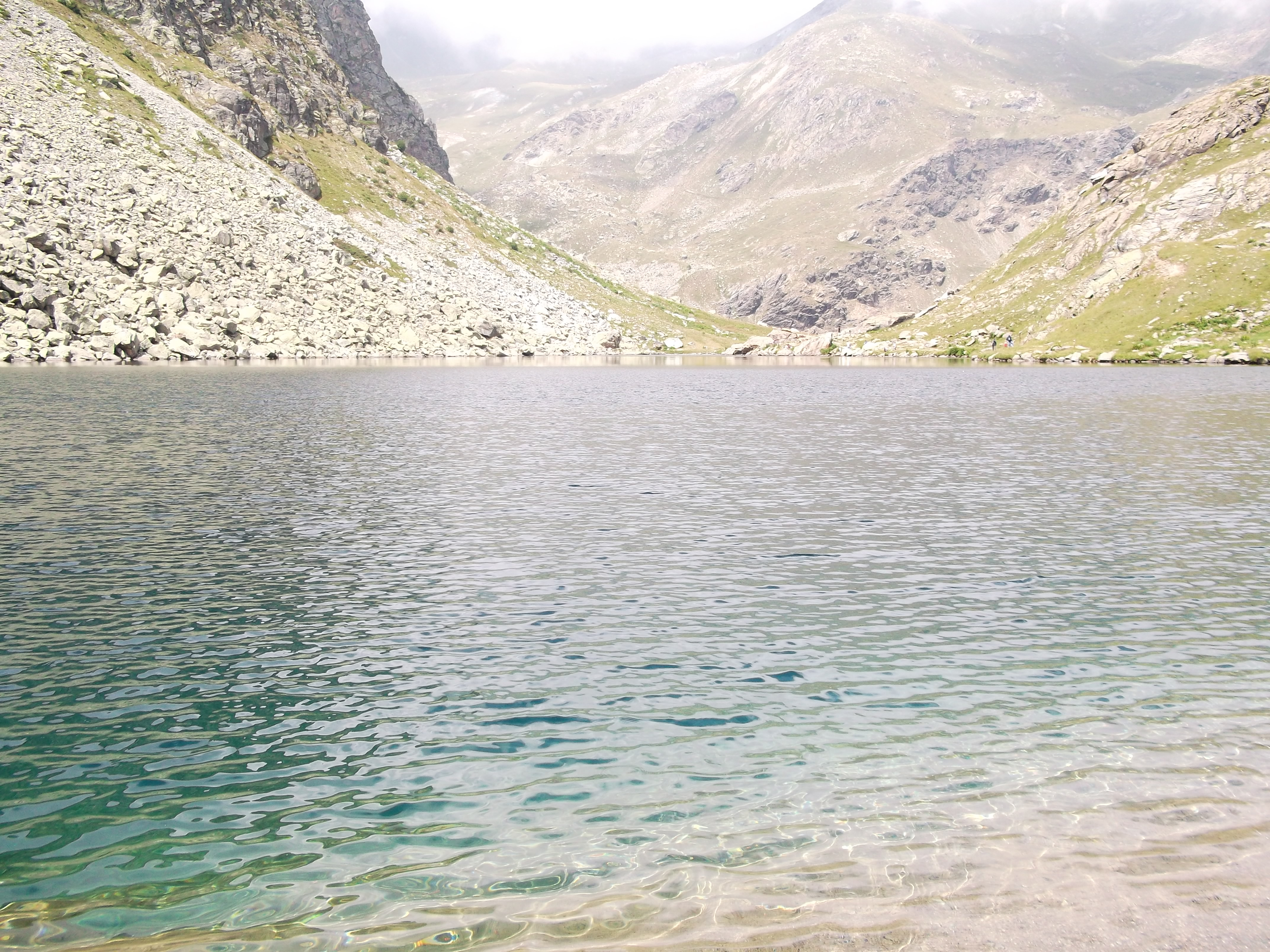
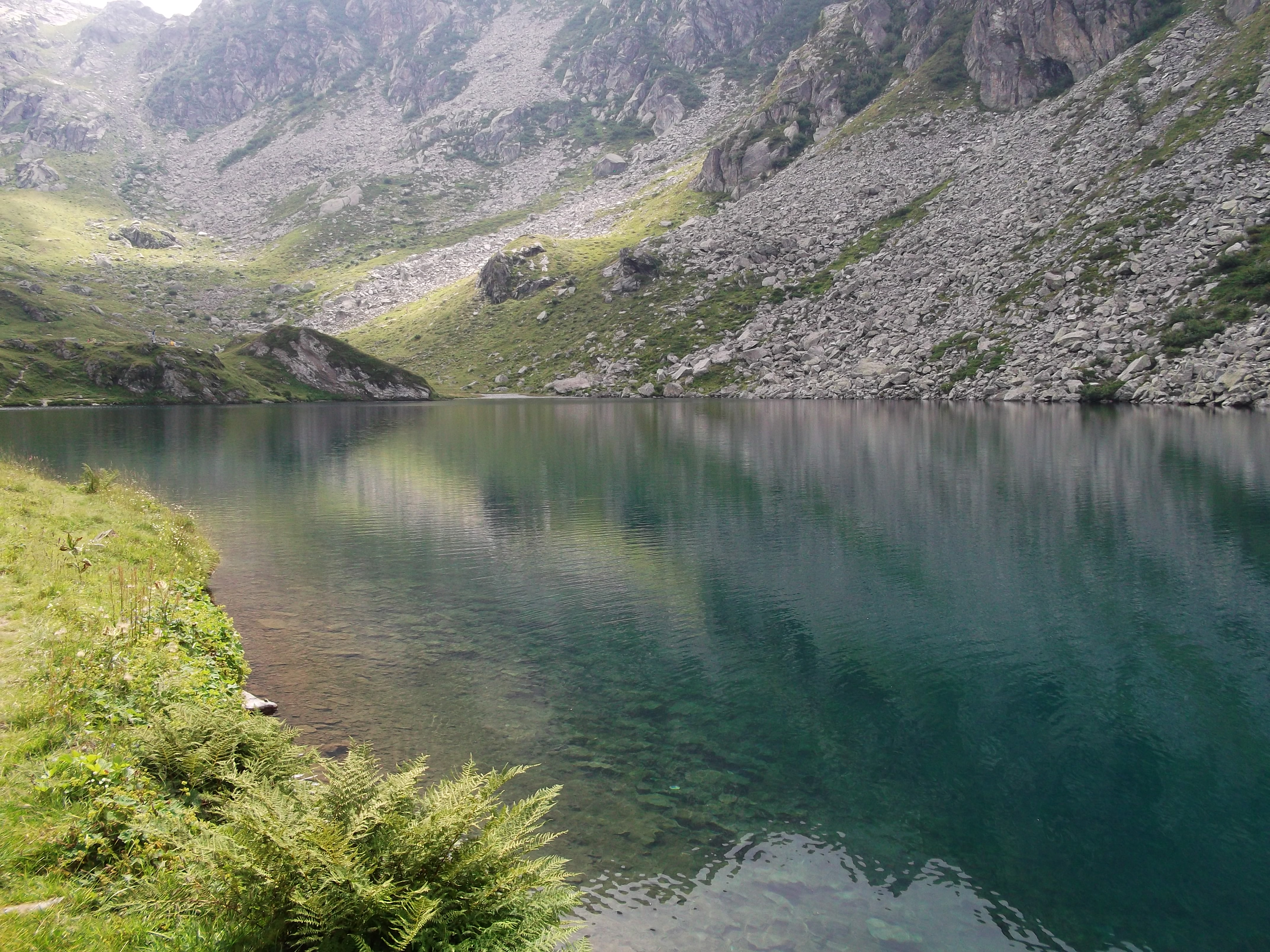
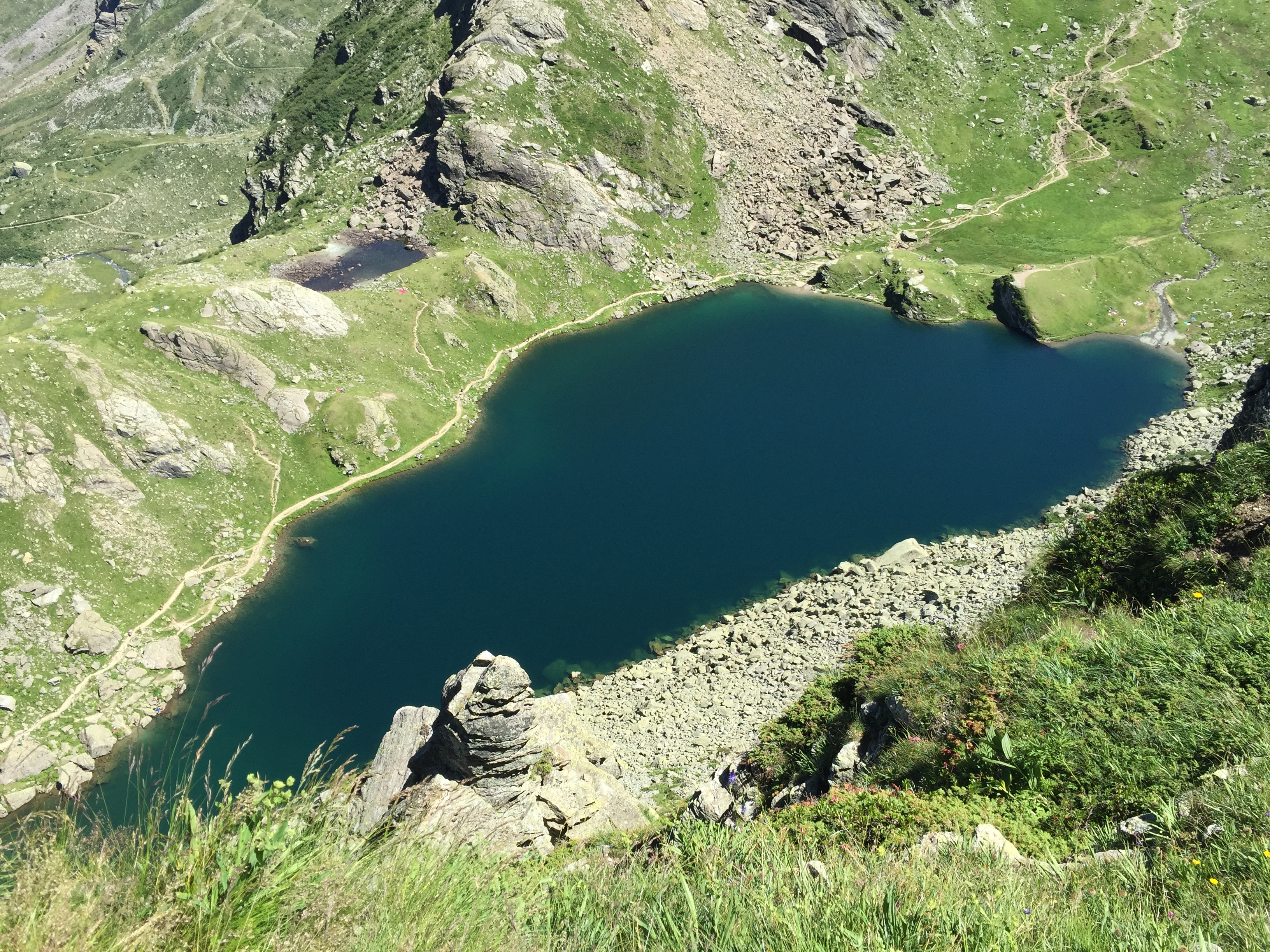